# Sobrado (Valongo)
Sobrado (designada originalmente por Santo André de Sobrado) é uma vila portuguesa sede da extinta Freguesia de Sobrado do Município de Valongo, freguesia que tinha 19,40 km² de área e 6.727 habitantes (2011), tendo, por isso, uma densidade de 346,8 hab/km².
A Freguesia de Sobrado foi extinta em 2013, no âmbito de uma reforma administrativa nacional, tendo sido agregada à União das Freguesias de Campo e Sobrado, que pelo Município de Valongo pertence à Área Metropolitana do Porto.
A Freguesia de Sobrado fazia fronteira com as freguesias de Alfena, Valongo (a sede do município) e Campo (estas no Município de Valongo), Gandra e Lordelo (do Município de Paredes), com Água Longa e Agrela (Município de Santo Tirso) e ainda com Seroa (Município de Paços de Ferreira).
A povoação de Sobrado foi elevada à categoria de vila em 19 de Abril de 2001.
A existência de Sobrado é conhecida desde os primórdios da nacionalidade portuguesa. É ainda uma vila conhecida nacionalmente pela Festa de São João de Sobrado (Bugiada e Mouriscada), pelo ciclismo, pela antiga fábrica de indústria CIFA e pela actual empresa de vinhos e lacticínios Quinta das Arcas. Possui um rico património, maioritariamente religioso e agrícola.

## História
Já é referida a existência de Sobrado em 1258, segundo as Inquirições Gerais ordenadas pelo Rei D. Afonso III. Sabe-se que por esta altura, Sobrado pertencia ao Arcediago de Aguiar de Sousa e era atravessada por uma via que ligava Porto a Guimarães. A Igreja estava isenta de direitos relativamente à coroa e o maioral local era D. Gil Martins que era já bastante idoso, estando associado à família de Riba de Vizela. Possuía muitos casais (propriedades), tendo constituído honra e parte do Padroado da Igreja Paroquial de Sobrado.
Este Padroado (ou seja, direito de apresentação do pároco ou abade de uma determinada paróquia) passou para a família Baldaia (de mercadores da Cidade do Porto), que por sua vez, no seguimento dos séculos, o legou aos seus descendentes- os Viscondes de Beire e a Família Pamplona, terminando no século XIX com a abolição dos Padroados.
Os primeiros registos paroquiais de Sobrado remontam ao ano de 1588, no reinado de Filipe I de Portugal.
Já no período seiscentista procedeu-se, em 1671, à construção da nova Igreja Matriz de Santo André de Sobrado, nos terrenos e a expensas da família Baldaia, no actual Largo do Passal. Da igreja anterior, nada resta, sabendo-se, no entanto, que estava situada na Aldeia de Sobrado, antigo centro da freguesia.  A igreja permanece quase inalterada, com a excepção da torre sineira, que não existia, sendo um acrescento do século XIX.
A Família Baldaia era tão importante para esta freguesia que até alguns elementos da família foram abades de Sobrado. Devido a este apreço mútuo, esta família cedeu as suas propriedades em Sobrado à paróquia, inclusive a sua residência (que assumiu a função de residência paroquial até ao momento). Deste modo, a Quinta dos Baldaias, passa a ser a Quinta do Abade, e todo o Largo do Passal passa a pertencer à Igreja. Assim sendo, para além dos deveres religiosos, os abades de Sobrado tinham ainda o dever de cuidar da sua quinta.
A agricultura sempre foi a base económica da povoação e junto ao Rio Ferreira, as terras eram e continuam a ser bastantes férteis, bastando que os aluviões de Inverno tornassem esses solos mais próprios à agricultura, contudo, o mesmo não acontecia com os terrenos mais afastados e mais altos da freguesia. Deste modo, impunha-se a necessidade de inventar um novo sistema de irrigação, e só os párocos reuniam as condições para o fazer.
Em 1821 é extinto o concelho de Aguiar de Sousa, passando Sobrado a pertencer ao Julgado de Penafiel.
A 23 de Setembro de 1824, Manuel Pamplona Carneiro Rangel Veloso Barreto de Miranda e Figueiroa (1774-1849), descendente e herdeiro da família Pamplona e do Morgadio dos Baldaia, padroeiro de Santo André de Sobrado foi agraciado com o título de Visconde de Beire.
Durante a guerra entre Liberais e Absolutistas, Sobrado esteve ocupada por tropas de D. Miguel.
Em 1834 foi criado o Concelho de Baltar, constituído por 9 freguesias onde se incluía Sobrado. Este concelho duraria cerca de dois anos. Em 1836, D. Maria II cria o Concelho de Valongo e Sobrado passa a integrar este novo concelho. Neste período, inicia-se por todo o país, a separação da Igreja do Estado, passando os párocos a assumirem a vertente puramente religiosa, ainda que numa freguesia essencialmente rural, o peso da igreja permaneça forte.
Em 1860, a Fábrica de Fiação da Balsa inicia a sua produção. Constitui um marco da indústria portuguesa, especialmente da região Norte porque foi equipada com máquina de vapor que utilizava as águas do rio Ferreira como força motriz. É uma das primeiras unidades do género no norte do país e a primeira no concelho de Valongo.
Em 1867, António Martins de Oliveira patrocina a construção do Cemitério Público de Sobrado (que é ampliado em 1889), junto da Igreja. Devido a esta sua atitude, ao seu carácter e nobreza de espírito, bem como à beneficência no Hospital Maria Pia no Porto, D. Luís I concede-lhe o título de Visconde de Oliveira do Paço. O seu jazigo familiar encontra-se situado, ainda hoje, no centro da parte antiga do cemitério, mantendo o seu brasão. A Capela de Nossa Senhora das Necessidades (na aldeia de Sobrado) foi reedificada nos anos de 1868 e 1869, tendo a sua bênção decorrido no mesmo dia da bênção do cemitério (9 de setembro de 1869).
Em 1874 procede-se à construção da torre sineira da Igreja Matriz sob o patrocínio do benemérito Jozé dos Santos Ferreira, que se tornou Comendador da Ordem de Cristo, após intercessão da Junta da Paróquia de Sobrado junto da Coroa Portuguesa.
O ano de 1893 terá sido, porventura, o mais áureo de toda a história de Sobrado, uma vez que Sua Majestade Fidelíssima, o Rei D. Carlos esteve em Sobrado por ocasião dos exercícios militares que decorreram no lugar da Balsa. Este acontecimento decorreu entre 19 e 20 de setembro deste ano.
Com a Implantação da República, Sobrado estagnou, tornando-se na freguesia mais rural do concelho de Valongo. A transição política e social entre a monarquia e a república foi fortemente conturbada. O novo regime político não estava seguro da sua posição dominante, uma vez que os Monárquicos não desistiam de tentar recuperar o poder (pelo menos até à Monarquia do Norte em 1919). Neste período a Igreja Católica sofre perseguição política contra o seu património, benefícios e até autoridade religiosa, sendo deste período a legislação da separação da Igreja do Estado. O Padre Mendes Moreira, pároco de Sobrado neste período tão conturbado acaba por ser envolvido numa situação protagonizada pelo Padre António Antunes, pároco de Ermesinde, a 29 de setembro de 1911 quando se preparava uma revolta monárquica apoiada por parte do clero português.
A 25 de março de 1946, iniciou-se a construção da Companhia Industrial de Fibras Artificiais, SARL, junto da Capela de São Gonçalo. Começou a laborar três anos depois, no dia 17 de março de 1949. Empregou centenas de homens e mulheres e incrementou o desenvolvimento económico da freguesia. Encerrou em 1983.
Em meados dos anos 50 a Fábrica de Fiação da Balsa, que havia sido fundada em 1860 e que se dedicava à fiação e torcedura de algodão, encerrou as suas portas. Foi uma fábrica inovadora porque utilizava as águas do Rio Ferreira como força motriz da sua produção. Para uso particular desta indústria, existiu ainda uma central termoelétrica que já funcionava em 1928 produzindo energia até 1943.
Nos anos 80 inaugura-se a Casa do Senhor, onde local onde outrora estava localizada a sede da Junta de Freguesia de Sobrado, que acolherá as salas dedicadas ao serviço catequético.
Em abril de 1981 é inaugurada a nova capela de São Gonçalo, erigida pelos populares. Durante a festa em honra do santo, visitou Sobrado o Governador Civil do Porto, Coronel Rocha Pinto, e o Presidente da Câmara Municipal de Valongo, Brigadeiro Aires Martins.
Nos anos 90 procede-se ao restauro da Residência Paroquial, outrora residência da família Pamplona, dignificando-a e modernizando-a. Mantém as suas funções de residência paroquial e acolhe ainda salas de catequese e o cartório.Em 2004, o Bispo do Porto inaugura o Centro Social e Paroquial de Sobrado. Nos últimos anos, a presença dos senhores Bispos do Porto tem sido recorrente, devido à vivacidade da Comunidade Sobradense e à imponência da Festa de São João de Sobrado.
Entre 2010 e 2011, procederam-se as obras de requalificação da Igreja Matriz de Sobrado, que bem merecia e necessitava. Restauraram-se e inventariaram-se os azulejos setecentistas, restauraram-se os altares principal e laterais, requalificou-se o baptistério, expandiu-se o coro e o presbitério. Retiraram-se os azulejos da fachada, construiu-se os acessos exteriores ao coro, sagrou-se um novo altar e inaugurou-se o órgão de tubos adquirido na Alemanha.

Este pequeno pedaço de terra, atravessado pelo Rio Ferreira e rodeado de montes e floresta, sempre assegurou o seu futuro aproveitando os recursos de que dispunha. A agricultura aproveitou a riqueza da terra, a fábrica da Balsa utilizou as águas do Ferreira como força motriz e a fábrica da CIFA aproveitou-se do conhecimento e experiência que já existia da fábrica da Balsa e a indústria do mobiliário cresceu tendo como suporte os concelhos de Paredes e Paços de Ferreira, que são especialistas neste sector. Por mais obstáculos e dificuldades que possam abalar Sobrado, esta vila sempre saberá encontrar horizontes propícios para o seu futuro. A história de Sobrado e da sua paróquia não terminará certamente, aspirando-se a que se escrevam páginas douradas e distintas nos séculos futuros.

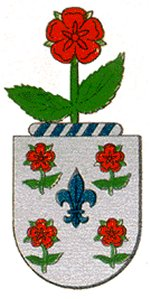
Brasão dos Baldaia

### Família Baldaia: Padroeiros de Sobrado
A família Baldaia foi, ao longo dos tempos, detentora do padroado da Igreja Matriz de Sobrado e senhora de grande parte das terras desta freguesia. O padroado terá iniciado nos finais do século XV e prolongou-se até à segunda metade do século XIX.
Ficam aqui os detentores do padroado: Fernão Alvares Baldaia (a partir de finais do século XV); João Baldaia; Fernão Beliagoa Baldaia; Gil Baldaia; António Baldaia Carneiro Beliagoa; André Baldaia Carneiro; Antónia Teresa de Andrade Baldaia Beliago; Tomé da Silva Baldaia; Francisca Antónia Baldaia; Maria Clara Baldaia de Tovar; José Pamplona Carneiro Rangel de Tovar e por fim Manuel Pamplona Carneiro Rangel Veloso Barreto de Miranda e Figueiroa (no século XIX).

## Património
Sobrado sempre foi uma localidade predominantemente rural. Deste modo, o seu  maior legado patrimonial assenta em três pilares: o religioso (igrejas, capelas e nichos), rural/ civil (núcleos habitacionais e casas nobres) e o industrial (com as duas grandes fábricas da balsa e da CIFA):

| Designação                        | Categoria               | Tipologia       | Descrição | Fotografia |
| --------------------------------- | ----------------------- | --------------- | --- | ---------- |
| Igreja Matriz de Sobrado          | Arquitectura Religiosa  | Igreja          | A Igreja Matriz de Sobrado é um templo barroco, construído em 1671 a expensas da família Baldaia (padroeira deste edifício e desta povoação), sendo dedicado ao apóstolo Santo André. De uma só nave, constitui-se como a mais antiga igreja edificada neste concelho e uma verdadeira obra prima do barroco. A torre sineira neoclássica foi acrescentada posteriormente e data de 1874. A sua fachada resoluta é composta por um belo frontão triangular interrompido pelas armas papais, dois nichos com imagens de S. Francisco e de Santo André e ainda dois óculos. No seu interior destacam-se os magníficos azulejos seiscentistas do tipo maçaroca, o retábulo-mor e o teto abobadado em talha dourada, conjugando-se de uma forma perfeita o barroco joanino e o rococó. No remate do retábulo-mor avistam-se as alegorias à fé, caridade e esperança, sobrepostas pelo olho da divina providência. Destaque ainda para a enigmática lápide epigrafada situada no arco-cruzeiro. |            |
| Capelas de S. Gonçalo             | Arquitectura Religiosa  | Capelas         | Existem duas capelas em honra de S. Gonçalo. A mais antiga, remonta ao século XIX (substituindo uma ermida que existia no mesmo local e dedicada ao mesmo santo, mencionada desde 1758). Esta ermida terá sido patrocinada pelos Viscondes de Paço e por outros habitantes da aldeia de Paço, exercendo estes o padroado sobre a mesma. A ermida passou para a posse da Paróquia apenas no século XX. No início dos anos 80 procedeu-se à construção da nova capela de São Gonçalo que foi inaugurada em 1981 na festa em honra do santo, tendo estado presentes o Governador Civil do Porto e o Presidente da Câmara Municipal de Valongo |            |
| Ermida do Caminho Novo            | Arquitectura Religiosa  | Ermida          | A Ermida do Caminho Novo é um pequeno oratório localizado no centro de Sobrado, junto da estrada nacional, marcando simbolicamente um dos extremos dos terrenos do Passal que outrora pertenciam à paróquia. A sua construção terá ocorrido em 1734, segundo uma inscrição na fachada do mesmo. Este pequeno oratório é constituído por um frontispício clássico, um pequeno templete revestido a azulejo e um pórtico defendido por uma grade. No seu interior, existe um painel de azulejos do século XX, produzido na fábrica Aleluia de Aveiro, tendo como tema as almas do purgatório e uma inscrição que refere: “Ó ALMAS PIEDOSAS/ QUE IDES PASSANDO/ LEMBRAI-VOS DE NÓS/ QUE ESTAMOS PENANDO”. Atualmente, a ermida constitui um ponto de referência obrigatória na Festa de São João de Sobrado, uma vez que é junto deste local que passa a Procissão de São João, bem como se principiam as Entrajadas e a Dança de Entrada dos Bugios e Mourisqueiros.                         |            |
| Capela de Nª Sra das Necessidades | Arquitectura Religiosa  | Capela          | Segundo um Ex-voto que se encontra atualmente presente na Capela de NS das Necessidades, Nossa Senhora terá operado um milagre que originou a construção da capela nos finais do século XVIII. “Milagre que fes N. Sra das Necessidades a Joze de Souza estando sua mulher desenganada dos cirurgiaoes, o infermeiro era sacerdote, por nao haver quem. No m.mo (mesmo) tempo chaio (caíu) na m.ma (mesma) doença desamparados da vida presente, pedindo a N. Sra q (que ) lhe dese (desse) saúde. Logo em brebe (breve) tempo tiverao (tiveram) saude.” Anno de 1799 A Capela foi reconstruída em 1867-1869, tendo sido benzida a 9 de setembro de 1869. Com o passar dos séculos foi sendo restaurada, intervencionada e até expandida. O estilo artístico que prevalece em termos estruturais e de arte sacra é o neoclassicismo. |            |
| Quinta do Paço                    | Arquitectura Civil      | Casa Brasonada  | Mandada edificar por um brasileiro de torna viagem António Martins de Oliveira, tem traços característicos deste conceito: grande dimensão, aspectos apalaçados, grande desenvolvimento do jardim, cobertura em soletos e brasão. Trata-se de uma reconstrução de 1864. Possui o brasão do 1º Visconde de Oliveira do Paço. Actualmente em posse privada, encontra-se em ruínas, esperando-se o seu restauro e recuperação da glória de outrora. |            |
| Fábrica da Balsa                  | Arquitectura Industrial | Fábrica         | A Fábrica de Fiação e Tecidos da Balsa, situada no lugar da Balsa, é uma empresa criada em 1860, dedicada à fiação e torcedura de algodão, cuja força motriz provinha de uma turbina hidráulica que aproveitava o movimento das águas do rio Ferreira. Esta fábrica tinha também em funcionamento uma central termoeléctrica de uso particular. As suas operárias eram conhecidas pelas “pataqueiras” em virtude de receberem ordenado um pataco. |            |
| Capela de Santo António da Balsa  | Arquitectura Religiosa  | Capela          | A Capela da Balsa é um pequeno templo privado dedicado a Santo António. Encontra-se inserida na Quinta da Balsa e terá sido construída em 1860, aquando da construção da Fábrica da Balsa. Segue uma traça neoclássica. |            |
| Ponte da Balsa                    | Arquitectura Civil      | Ponte           | A Ponte da Balsa serve de travessia sobre o Rio Ferreira e conecta os lugares da Balsa e da Gandra (ou Gândara). Esta ponte granítica possui três arcos de volta perfeita e um tabuleiro cumprido, mas estreito (de apenas uma via). Da história desta ponte pouco se conhece. Considera-se que terá sido construída na segunda metade do século XIX, inserida no grandioso complexo industrial da Fábrica de Fiação da Balsa. A própria construção terá sido a expensas do proprietário da fábrica, António de Sousa Freire. A ponte estaria inserida na estrada que liga Valongo a Paços de Ferreira. Junto desta ponte existe ainda uma levada e um moinho. |            |
| Ponte de S. André                 | Arquitectura Civil      | Ponte           | A Ponte de Santo André é uma ponte que se localiza próximo da Igreja Matriz e data de 1816, segundo umas inscrições na própria ponte. A sua existência é referenciada nas Memórias Paroquiais de 1758, “Tem uma ponte de pao (pau) no passal da igreja, a que chamam a de Santo André.” Apresenta uma aspecto medieval, no entanto é uma ponte oitocentista rural. destacam-se o tabuleiro arqueado e os arcos desiguais de volta perfeita. |            |
| Ponte e Aqueduto do Açude         | Arquitectura Civil      | Ponte; Aqueduto | A Ponte e Aqueduto do Açude constituem as travessias mais antigas sobre o Rio Ferreira em Sobrado. É um complexo granítico do período tardo-medieval possivelmente datado de 1586, tendo sido intervencionado em 1849, conforme datas encontradas numa pedra epigrafada. É uma estrutura autoportante. O caleiro de água, acrescido posteriormente, tem a função de transporte de água para abastecimento e regadio dos campos. Para tal, foi necessário o alargamento dos arcos. O tabuleiro da ponte é plano e está assentes em 3 arcos de volta perfeita iguais. A base dos arcos assenta num parapeito nos pegões. O pavimento encontra-se lajeado e a montante tem guardas em cantaria |            |
| Residência Paroquial              | Arquitectura Civil      | Casa            | Desconhece-se com exactidão a data da sua construção, indicando-se como possíveis os anos de 1621 e 1691. Esta casa foi pertença da Família Baldaia, tendo residido nesta residência D. Maria Clara Baldaia, padroeira de Sobrado. Em meados do século XIX, a família Baldaia cedeu os terrenos da igreja, do passal e a casa, à Paroquia de Sobrado. A casa tornou-se assim na Residência Paroquial. Durante todo o século XX, a Residência Paroquial acabou por ficar num estado de degradação avançado, situação essa que contribuiu para que se realizassem obras profundas. Esta intervenção acabou por alterar por completo a fisionomia do edifício, destruindo os estábulos e dando um aspecto mais moderno e menos rural. No dia de São João é no quinteiro da residência que decorre a Dança do Doce, inserida na Bugiada e Mouriscada. Esta dança corresponde ao momento em que o abade oferece um doce branco e vinho a todos os intervenientes da festa.                      |            |
| Fontanário do Passal              | Arquitectura Civil      | Fonte           | O fontanário, de traça barroca possui uma inscrição com dizeres respeitantes a quem a mandou edificar: «ESTA FONT(E) MANDOU FAZ(E)R O ABB(ADE) HYEREMIAS DA SILVA P(E)R(EIRA) ANNO DE 1779».” O ano de 1779, apontado por vários investigadores como a data epigrafada na fonte, pode não ser a mais correta, uma vez que o referido mandante da construção, o Abade Jeremias (ou Hyeremias) da Silva Pereira faleceu no ano de 1744. Pela posição e desenho das letras, a data de 1744 parece a mais indicada. Esta fonte abastecia as populações próximas, bem como a Residência e Igreja Matriz.É importante referir ainda que junto desta fonte caminham os Mourisqueiros em direção à Igreja Matriz, com o intuito de se realizar a gloriosa procissão em honra de São João de Sobrado. |            |
| Ponte da Pinguela                 | Arquitectura Civil      | Ponte           | A Ponte da Pinguela é uma ponte de características rurais que serve de travessia do Rio Ferreira entre os lugares da Lomba e da Pinguela, onde se destaca a baixa altitude do tabuleiro assente em arcos de volta inteira. As guardas em ferro são recentes. Desconhece-se por completo a história desta ponte, considerando-se que a sua construção possa ter ocorrido no século XIX, uma vez que não aparece mencionada nas memórias paroquiais de 1758. A ponte insere-se num conjunto molinológico que inclui a ponte, um moinho datado de 1859 (na margem direita do rio), vestígios de um outro moinho (na margem oposta) e ainda uma levada. Assim sendo, considera-se que todo o conjunto poderá datar do mesmo período (século XIX) ainda que não existam provas que comprovem ou refutam esta tese. |            |

Importa ainda referir outros locais de interesse de Sobrado como o Monumento aos Bugios e Mourisqueiros (escultura no Largo do Passal), Monumento ao Ciclista (escultura de homenagem aos ciclistas Sobradenses na rotunda de acesso à A41), Monumento ao Padre Agostinho de Freitas (homenagem do povo Sobradense a tão saudoso pároco), Escultura de São João Precursor (no adro da Igreja Matriz), Quinta das Arcas (local de produção de excelentes vinhos e queijos), Marcos de Fronteira (situados na fronteira de Sobrado com Gandra e Campo e que datam de finais da centúria de seiscentos), Núcleo Rural da Costa (com habitações antigas) e Núcleo Rural de Ferreira (com habitações antigas).

## Equipamentos
- Centro de Documentação da Bugiada e Mouriscada
- Casa do Bugio
- Centro de Saúde São João de Sobrado
- Casa das Artes de Sobrado
- Escolas primárias de Campelo, Paço e Balsa
- Escola Básica EB 2,3 de Sobrado
- Escola Profissional de Valongo
- Estádio Municipal de Sobrado
- Pavilhão Gimnodesportivo de Sobrado
- Indoor Soccer de Sobrado

## Festas e Tradições
Sobrado é uma terra culturalmente rica, com uma história longa e um desenvolvimento económico maioritariamente rural (até meados do século XIX) o que propiciou o surgimento de tradições e festividades essencialmente rurais e religiosas. De todas, a que mais se evidencia é o São João de Sobrado.
| Nome da Festividade            | Data                        | Descrição | Foto |
| ------------------------------ | --------------------------- | --- | ---- |
| Queima do Velho                | Terça Feira de Carnaval     | A Queima do Velho é uma tradição que ocorre no dia de Carnaval, na parte da noite. Normalmente é a comissão de festas de São João de Sobrado que organiza este evento (há cerca de uma década). Coloca-se um mastro com um ou dois espantalhos trajados de forma típica e lança-se o fogo. A festa inclui algumas brincadeiras e fogo de artificio. Termina quando os "velhos" arderem totalmente. |      |
| São Gonçalo                    | Último Domingo de abril     | A Festa de São Gonçalo realiza-se no último domingo de Abril, ainda que o dia próprio do beato (São Gonçalo não é santo oficialmente) seja a 10 de janeiro. É uma festa muito antiga ainda que com o encerramento da fábrica da CIFA (anos 80) a festa se tenha desvanecido e não se tenha realizado durante uns anos. Foi recuperada e as comissões de festas tem vindo a trabalhar para o crescimento da festa tanto em termos religiosos como a própria romaria. A festa inclui missa, procissão e arraial com concertos e fogo de artificio. |      |
| São João de Sobrado            | 24 de junho                 | A Festa de São João de Sobrado é a principal festa e tradição de Sobrado. Ocorre anualmente a 24 de Junho e o seu programa inclui vários concertos, fogo de artificio, missa, procissão e a magnífica e antiga tradição da Bugiada e Mouriscada. |      |
| Nossa Senhora das Necessidades | Segundo Domingo de setembro | A Festa em honra de Nossa Senhora das Necessidades ocorre no lugar de Sobrado de Cima no segundo domingo de Setembro. É a segunda maior festa de Sobrado, sendo festa com mais de 150 anos (a primeira festa documentada ocorreu em 1869). Nos últimos anos, as comissões de festas têm se dedicado a promover uma festa com um melhor cartaz em termos de concertos e o fogo de artifício de excepcional qualidade. O programa inclui rosários na capela, missa festiva no domingo, procissão, concertos e fogo de artificio.                   |      |
| Santo André                    | Último Domingo de Novembro  | O Santo André é o padroeiro de Sobrado, mas em termos festivos, é puramente uma festa religiosa. Festeja-se no último domingo de novembro. O seu programa varia anualmente e inclui missa em honra de Santo André, procissão e alguns momentos culturais promovidos pela paróquia. Costuma decorrer no dia de festa uma feira no Largo do Passal. |      |

Feira das Abelhas
A Feira das Abelhas e do Mel já não se realiza. Realizava-se antigamente a 25 de Julho e era uma feira muito famosa em toda a região. Já não se realiza desde meados do século XX.
Festa de São Frutuoso
A Festa de São Frutuoso é outra festividade que já não se celebra desde meados do século XX. Era uma festividade religiosa com origens bem antigas, uma vez que já aparece mencionada nas Memórias paroquiais de 1758, e realizava-se em abril.

## Festa de São João de Sobrado (Bugiada e Mouriscada)

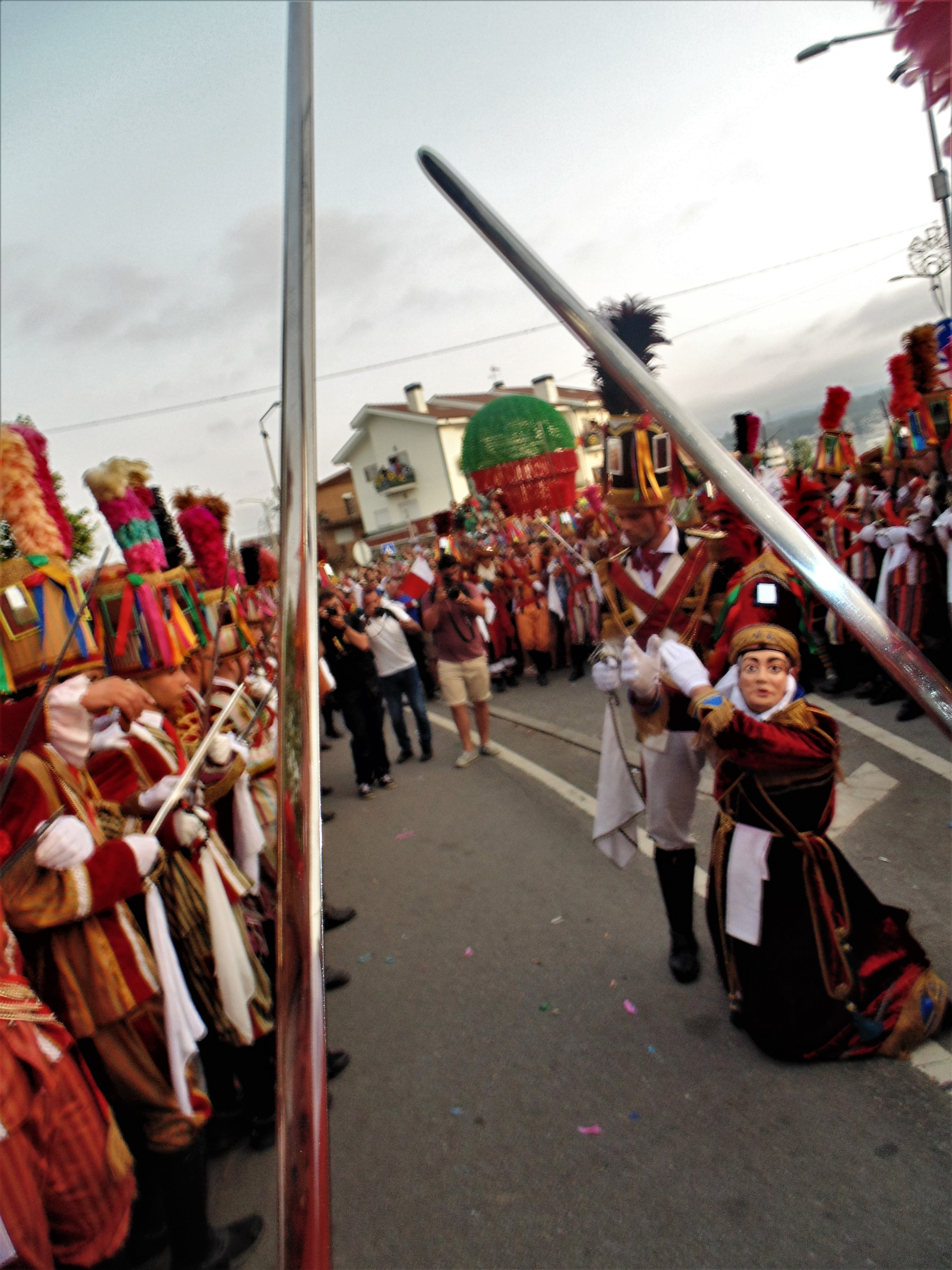
Prisão do Velho(foto de Nuno King 2018)

A Festa de São João de Sobrado é uma tradição muito antiga, com séculos de história e ocorre na Vila de Sobrado, no Município de Valongo. É uma festa anual que decorre no mês de Junho, tradicionalmente a partir de 20 de Junho até ao dia de São João Baptista, dia 24 de Junho.
Baseada numa tradição popular, que terá sido transmitida de geração em geração, relaciona-se com as remotas lutas entre Cristãos e Mouros.
A festa da Bugiada e da Mouriscada (S. João de Sobrado) assenta na luta entre Bugios e Mourisqueiros, com grande riqueza de indumentárias e costumes, reportando-se a uma tradição medieval. A lenda narra a disputa entre Cristãos e Mouros pela posse da imagem de São João Baptista. O dia da recreação da lenda ocorre a 24 de Junho.
Após as celebrações religiosas, segue-se a maravilhosa “Dança de Entrada”. Os rituais medievais, como a “Cobrança dos D’reitos”, a “Sementeira da Praça” e a “Dança do Cego” desenrolam-se sucessivamente e o auge atinge-se com a guerra entre os dois exércitos: cada um dos grupos está no seu castelo. Começam a negociar através de diplomatas e um estafeta a cavalo. Para a história ser completa, as negociações têm que falhar e a guerra estalar. Os Mouriscos assaltam o castelo, aprisionam o “Velho”, chefe dos Bugios. Estes aparecem com uma serpe assustadora e o inimigo foge aterrorizado.
A Bugiada e Mouriscada é uma representação teatral da lenda. Desenrola-se na rua e os actores, que habitualmente ultrapassam as seis centenas, são pessoas da freguesia. É, hoje, reconhecida como um riquíssimo fenómeno antropológico e etnográfico.

## Gastronomia
A gastronomia Sobradense é bastante rica e variada. A sua diversidade reflecte a cultura local e a sua tradição agrícola. Deste modo importa referir os pratos principais e característicos desta terra bem como os doces mais conhecidos:
- Sopas Secas
- Papas de Sarrabulho
- Cabrito Assado no Forno
- Doces Brancos de Sobrado
- Pão de Ló
- Pão de Ló São João de Sobrado (Rota dos Doces)

## Associações e iniciativas
Em Sobrado tem florescido o associativismo. Começando timidamente pelo futebol e pelos ranchos, o associativismo tem vindo a ganhar cada vez mais expressão através de novas associações.
De salientar o trabalho da Associação Organizadora da Casa do Bugio e da Festa de S. João de Sobrado (que se dedica à defesa e promoção dos interesses da festa e do seu património cultural), o SBC - Sobrado BTT Clube (que tem mobilizado jovens para a prática deste desporto, conquistado notoriedade pelos inúmeros eventos que organiza), o grupo de Atletismo "5 à hora" (que incluiu elementos das mais diversas gerações e que tem conquistado bastantes prémios), o Clube Desportivo de Sobrado (que é o maior clube de futebol da terra e que já possui cerca de 50 anos de história) e a União Ciclista de Sobrado que reforçou a posição de destaque dos ciclistas Sobradenses tornando-se na maior potência do ciclismo em Portugal. Importa ainda referir os inúmeros grupos e associações religiosas que desenvolvem a sua actividade em Sobrado e que muito fazem em prol desta terra, como os Escuteiros, catequese, grupos de jovens, entre outros.

## Lugares de Sobrado
Sobrado está dividido em várias zonas ou lugares conforme são conhecidos pela paróquia de Santo André, são no total 18: Alto Vilar; Baldeirão; Balsa; Caminho Novo; Campelo; Capela; Costa; Cumieira; Devesa; Felgueira; Ferreira; Fijós; Gandra; Lomba; Paço; Padrão: Penido: Pinguela; São Gonçalo; Sobrado de Cima; Souto; Terreiro;Vale; Vale Direito e Vilar.

## Cidadãos Ilustres
- António Martins de Oliveira (Visconde de Oliveira do Paço, Benemérito)
- António Mendes Moreira (Abade de Sobrado, Presidente da CM Valongo)